# Alec McNair
Alexander „Alec“ McNair (* 24. Dezember 1882 in Stenhousemuir; † 18. November 1951 ebenda) war ein schottischer Fußballspieler und -trainer. Der Rangers-Fan und Protestant stand in seiner Karriere 21 Jahre beim irisch-katholischen Stadtrivalen Celtic Glasgow unter Vertrag und spielte damit länger als jeder andere Spieler für den Verein.

## Karriere und Leben
Alec McNair spielte ab 1903 beim FC Stenhousemuir, für den er eine Saison spielte. Am 2. Mai 1904 unterschrieb er einen Vertrag bei Celtic Glasgow. Er debütierte für Celtic am 10. September 1904 im Glasgow Cup gegen den FC Queen’s Park. Meist auf der rechten Abwehrseite zum Einsatz kommend, prägte McNair mit Celtic in dieser Zeit den schottischen Vereinsfußball. McNair war dabei eine stetige und wichtige Konstante. Während der Kriegsjahre im Ersten Weltkrieg arbeitete McNair in der Rüstungsindustrie. Im August 1915 starb seine Ehefrau Mary, mit der er fünf Kinder hatte. Er arbeitete weiterhin in 12-Stunden-Schichten und spielte zudem für Celtic. Er spielte insgesamt 604 Mal in Pflichtspielen für die Bhoys und erzielte dabei 11 Tore. Er gewann 12 Meistertitel, sechs Pokalsiege und neunmal den Glasgow Cup. Von 1906 bis 1920 absolvierte McNair fünfzehn Länderspiele für Schottland. Sein Debüt gab er am 3. März 1906 in Edinburgh gegen Wales. Mit der schottischen Nationalmannschaft gewann er viermal die British Home Championship. Er beendete seine aktive Karriere im Jahr 1925 im Alter von 41 Jahren. Von 1925 bis 1927 trainierte er den FC Dundee. Er wohnte zuletzt in Larbert. Er starb im Jahr 1951 im Alter von 68 Jahren.

„Willie Maley, (Celtic Trainer 1897–1940): The coolest, most intelligent player I have ever seen.“

## Erfolge
mit Celtic Glasgow:
- Glasgow Cup (9): 1905, 1906, 1907, 1908, 1910, 1916, 1917, 1920, 1921
- Navy and Army War Fund Shield (1): 1918
- Schottischer Pokalsieger (6): 1907, 1908, 1911, 1912, 1914, 1923
- Schottischer Meister (12): 1905, 1906, 1907, 1908, 1909, 1910, 1914, 1915, 1916, 1917, 1919, 1922

mit Schottland:
- British Home Championship (4): 1906, 1908, 1910, 1912